# Werder (Jüterbog)
Der Ort Werder ist ein Ortsteil der brandenburgischen Kleinstadt Jüterbog im Landkreis Teltow-Fläming in Deutschland.

## Lage
Werder liegt etwa vier Kilometer nordöstlich von Jüterbog. Im Norden liegt der Wohnplatz Neue Häuser sowie der Ortsteil Neuhof, im Südosten der Ortsteil Markendorf (Jüterbog), im Süden der Wohnplatz Quellenhof sowie im Südwesten der Wohnplatz Bürgermühle. Die Wohnbebauung gruppiert sich um den historischen Dorfanger. Die östlich und südöstlich gelegenen Flächen sind bewaldet, während die übrigen Flächen vorzugsweise landwirtschaftlich genutzt werden und im südlichen Bereich durch den Markendorfer Graben in die westlich vorbeifließende Nuthe entwässert werden.

## Geschichte

### 12. bis 15. Jahrhundert

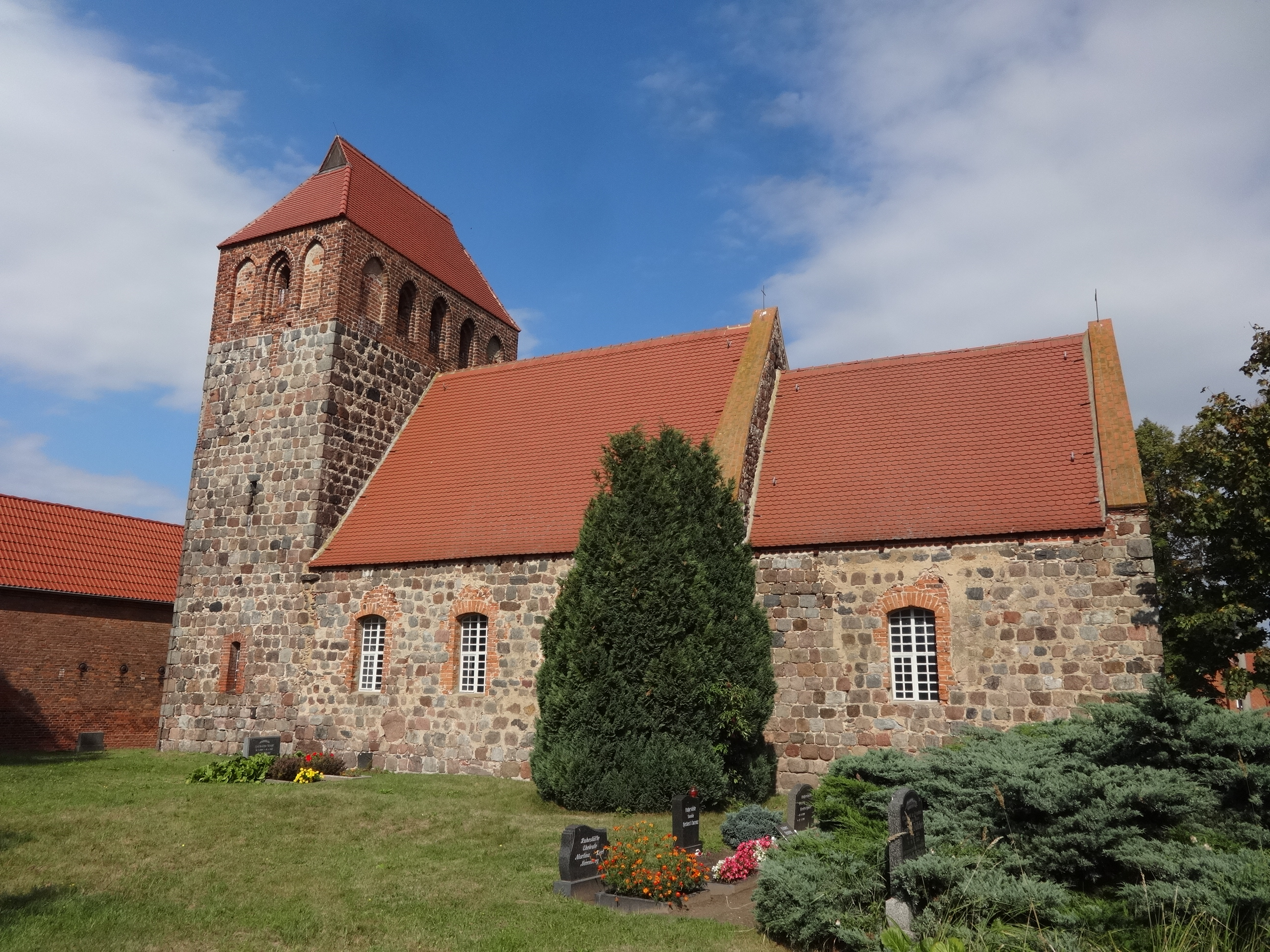
Dorfkirche

Das Straßendorf wurde nach 1170 als villani Werder erstmals urkundlich erwähnt und gehörte vermutlich bis 1192/1205 zum Kloster Unser Lieben Frauen in Magdeburg. In den Jahren nach 1170/1192 gab es den Hinweis auf ein Kirchenpatronat im Ort (de patronatu ecclesie in Werdere); 1192/1205 kommt das Kirchdorf mit einer Größe von 44 Hufen in den Besitz des Klosters Zinna. Im 13. Jahrhundert entsteht in villa Werdere (1221) bzw. de villa Werdere (1225) eine Dorfkirche, die 1205 sowie 1238/1241 bereits als Mutterkirche geführt wurde. Im Dorf erschien in den Jahren 1238/1241 ein Jo(hannes) plebanus in Werder, das erneut als Kirchdorf erwähnt wurde. Im 14. Jahrhundert erschien im Jahr 1361 ein Claus von der Werder sowie 1391/1393 erstmals ein Schulze von Werder in Jüterbog. Kurz darauf überfielen im Jahr 1413 brandenburgische Adelige das Dorf. Sie beraubten 30 Einwohner, darunter auch den Richter und den Pfarrer und stahlen 27 Pferde, 284 Rinder und Kühe sowie 34 Schweine. Der Schaden belief sich auf 230 Schock böhmische Groschen (gr). Eine weitere Erwähnung gab es im Jahr 1480, in dem erstmals die Bezeichnung Werder erschien. Demzufolge besaß der Schulze vier Lehnhufen sowie den Bierverkauf zum Lehen. Es gab sieben Vierhufner, vier Zweihufner und 15 Kossäten. Drei Kossätenhöfe lagen wüst; der Pfarrhof war zwei Hufen groß.

### 16. Jahrhundert
Die Einwohner zahlten im Jahr 1534 Abgaben in  Höhe von 53 Rheinische Gulden (fl) 4 gr 10 Pfennig (d) zum 50. Pfennig. Nach der Reformation übernahm 1553 bis 1872 das Amt Zinna das Dorf mit allem Recht und Patronat. In ihm gab es 1562 insgesamt 23 Hauswirte, darunter der Schulze, der nach wie vor vier Lehnhufen und den Bierverkauf zum Lehen hatte (1568). Mittlerweile waren es außerdem acht Vierhufner, drei Zweihufner und 18 Kossäten. Der Pfarrer besaß zwei Hufen, einen Garten Grabeland, der auf dem „Beckmaten“ gelegen war und erhielt die 30. Mandel vom Kornzehnten, 1⁄3 des Fleischzehnten und zwölf Rauchhühner. Die Kirche besaß eine Wiese, der Küster bekam 21 Scheffel Roggen, 105 Brote und acht Eier von jedem Hufner sowie vier Eier von jedem Kossäten. Das Kloster Zinna zahlte ihm 2 Scheffel Roggen für eine Mitarbeit und seinen Gesang im Kloster. Die Abgaben der Einwohner beliefen sich 1586 auf 20 Taler zum 70. Pfennig.

### 17. Jahrhundert
Um 1600 lebten im Dorf 28 Hauswirte; 1609 waren dies der Schulze, elf Hufner und 16 Kossäten. Werder wurde im Dreißigjährigen Krieg weitgehend zerstört. Im Jahr 1642 lebten noch sechs Hufner und zwei Kossäten. Zuvor waren es 29 besessene Mann, darunter der Lehnmann, neun ganze und drei halbe Hufner und 16 Kossäten. Der Pfarrer besaß nach wie vor zwei Hufen und die 30. Mandel. Der Küster erhielt 21 Scheffel Roggen, 104 Brote und 10 Mandeln Eier (einschließlich Neuhof). Ab dem Jahr 1680 gehörte der Ort zum Landkreis Luckenwalde. Eine Statistik aus dem Jahr 1684 führte 28 Güter, den Lehnschulzen, acht Ganzhufner, einen Halbspänner sowie 16 Kossäten auf. Eine andere Statistik aus 1686 listete zwölf Hufner und vier Kossäten auf. Der Lehnschulze besaß zwei Dorf- und zwei Sandhufen, auf denen er 21 Scheffel Aussaat ausbrachte und ein Fuder Heu erntete. Die acht Hufner besaß jeder zwei Dorf und zwei Sandhufen zu 20 1⁄2 Scheffel Aussaat und ein Fuder Heu. Drei Hufner hatten je eine Dorf- und eine Sandhufe mit 7 3⁄4 Scheffel Aussaat und ein Fuder Heu. Die vier Kossäten brachten jeder ein Scheffel Aussaat in ihrem Garten aus und ernteten 1⁄2 Fuder Heu. Zwölf Kossätengüter lagen jedoch noch als Folge des Krieges wüst.

### 18. Jahrhundert
In Werder lebten im Jahr 1727 der Lehnschulze, acht Hufner, drei Halbhufner und 16 Kossäten sowie ein Schmied. Im Folgejahr brachten zwölf Bauern auf 42 Hufen je 11 Wispel 19 Scheffel und 12 Metzen Aussaat aus; bei den acht Kossäten waren es 16 Scheffel. Eine andere Statistik von 1738 führte neun Vierhufner (darunter den Schulzen), drei Zweihufner sowie acht Kossäten auf, von denen sieben jeder einen wüsten Kossätenhof bewirtschafteten; außerdem gab es einen Schmied. An dieser Besetzung der Höfe änderte sich nur wenig. Im Jahr 1747 waren es zwölf erbliche Bauern und acht erbliche Kossäten, 1749 bewirtschafteten neun Vollspänner und drei Halbspänner sowie acht Kossäten insgesamt 42 Hufen. Eine Statistik von 1749/1755 führt neun Vierhufner (darunter den Lehnschulzen), drei Halbhufner, acht Kossäten, den Schmied sowie zwei Büdner (darunter ein Soldat) und erstmals auch ein Paar und zwei einzelne Einlieger auf. Nähere Angaben zur Struktur existieren aus dem Jahr 1772. Im Dorf lebten neun Hufner, zwei Halbhufner, acht Kossäten, vier Büdner, zwei Hirten, ein Prediger und ein Schulmeister. Es gab 23 Männer und 22 Frauen, sechs alte Männer und fünf alte Frauen, 17 Söhne über 10 Jahren, 19 Söhne unter 10 Jahren, 8 Töchter über 10 Jahren, 19 Töchter unter 10 Jahren sowie elf Knechte und 16 Mägde. Die Einlieger waren von je fünf Männer und Frauen und je drei Söhnen und Töchtern besetzt. Eine andere Statistik von 1791 führt acht Bauern, drei Halbspänner, drei Kossäten, drei Büdner, sieben Hausleute oder Einlieger und einen Prediger auf, die in Summe 27 Feuerstellen (=Haushalte) betrieben.

### 19. Jahrhundert

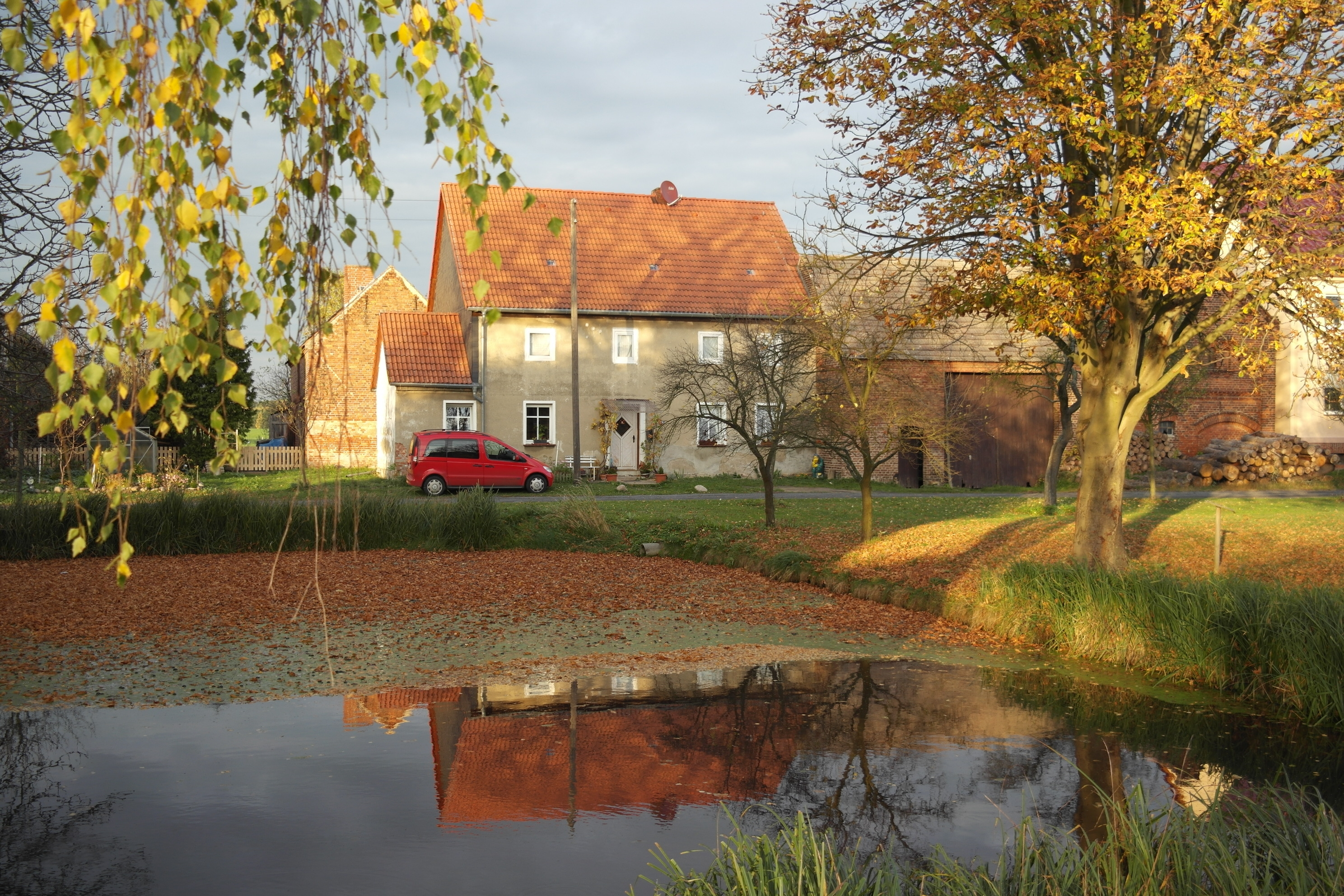
Denkmalgeschützter Bauernhof

Zur Jahrhundertwende lebten im Dorf im Jahr 1801 der Lehnschulze, acht Ganz- und drei Halbbauern, acht Ganzkossäten, drei Büdner und zwei Einlieger. Es gab einen Krug; die Einwohner bewirtschafteten 48 Bauernhufen und betrieben 32 Feuerstellen. Außerdem schlugen sie 500 Morgen (Mg) Holz. Auf den Feldern brachten sie im Jahr 1812 auf insgesamt 201 Mg 80 Quadratruten (QR) 9 Wispel 10 Scheffel 10 Metzen Aussaat aus. Eine weitere Statistik aus dem Jahr 1813 berichtet von einem Lehn- und Gerichtsschulzen, neun Bauern, drei Halbbauern, sieben Kossäten, einem Kossäten und Schmied sowie fünf Büdnern. Es gab ein gemeinsam genutztes Hirten- und Schulhaus sowie 29 Hauseigentümer. Kurz darauf kam Werder zum Landkreis Jüterbog-Luckenwalde (1816). Neben dem Krug gab es im Jahr 1818 einen Grützmüller und zwei Leineweber mit je zwei Stühlen. Eine andere Statistik aus 1837 führte einen Zimmermann, einen Grobschmiedemeister, vier Webstühle auf Baumwolle, einen Webstuhl auf Leinwand als Nebenbeschäftigung, einen Schankwirt sowie 18 männliche und 14 weibliche Dienstboten auf. Werder war mittlerweile auf 28 Wohnhäuser angewachsen. Im Jahr 1858 war das Dorf 4448 Mg groß: 55 Mg Gehöfte, 1327 Mg Acker, 205 Mg Wiese, 139 Mg Weide und 3122 Mg Wald. Auf der Fläche standen sechs öffentliche, 30 Wohn- und 70 Wirtschaftsgebäude.

### 20. und 21. Jahrhundert
Im Jahr 1900 standen im Dorf 36 Häuser auf einer Fläche von 1344,9 Hektar (ha). Es gab mittlerweile zwei Rentner, einen Kossät und Schankwirt, einen Lehrer und zwei Stammgutsbesitzer, die 24,50 bzw. 24 ha Fläche besaßen. Werder war im Jahr 1925 Gemeindebezirk mit Heidehof, dessen Benennung 1914 in dieser Form abgelehnt wurde. Kurz darauf wurde das Dorf im Jahr 1931 Landgemeinde mit einer Fläche von 1345,4 ha, 38 Wohnhäusern mit 41 Haushaltungen und dem Wohnplatz Werder-Kloster Zinna. Eine Statistik aus dem Jahr 1939 führte für Werder drei land- und forstwirtschaftliche Betriebe auf, die über 100 ha groß waren. Weitere 14 waren zwischen 20 und 100 ha, vier zwischen 10 und 20 ha, acht zwischen 5 und 10 ha sowie 5 zwischen 0,5 und 5 ha groß.
Nach dem Zweiten Weltkrieg wurden 257 ha Wald enteignet und aufgeteilt: 20 ha gingen an fünf landlose Bauern und Landarbeiter, 44 ha an elf landarme Bauern sowie 27 ha Waldzulage an neun Altbauern. Weitere 146 ha fielen an das Land Brandenburg; 20 ha Wald an die Gemeinde. Diese bestand im Jahr 1950 mit dem Wohnplatz Bahnhof. Im Jahr 1955 gründete sich eine LPG Typ III mit 10 Mitgliedern und 87 ha Fläche, die bis 1960 auf 57 Mitglieder und 343 ha Fläche anwuchs. In dieser Zeit erschien der Wohnplatz Bahnhof-Werder (1957). Die LPG wurde 1976 an die LPG Typ III Grüna angeschlossen und bestand im Jahr 1983 als LPG Grüna Abteilung Werder. Ab dem Jahr 1992 war Werder Teil des Amtes Jüterbog. Am 31. Dezember 1997 wurde der Ort eingemeindet. Im März 2000 lebten 90 Einwohner im Ort.

## Bevölkerungsentwicklung
| Jahr      | 1772 | 1791 | 1801 | 1817 | 1837 | 1858 | 1871 | 1885 | 1895 | 1905 | 1925                                 | 1939 | 1946 | 1964 | 1971 | 1981 |
| Einwohner | 159  | 139  | 169  | 187  | 209  | 209  | 208  | 227  | 194  | 207  | 198 und 5 (Bahnhof) und 5 (Heidehof) | 178  | 305  | 185  | 162  | 123  |

## Kultur und Sehenswürdigkeiten

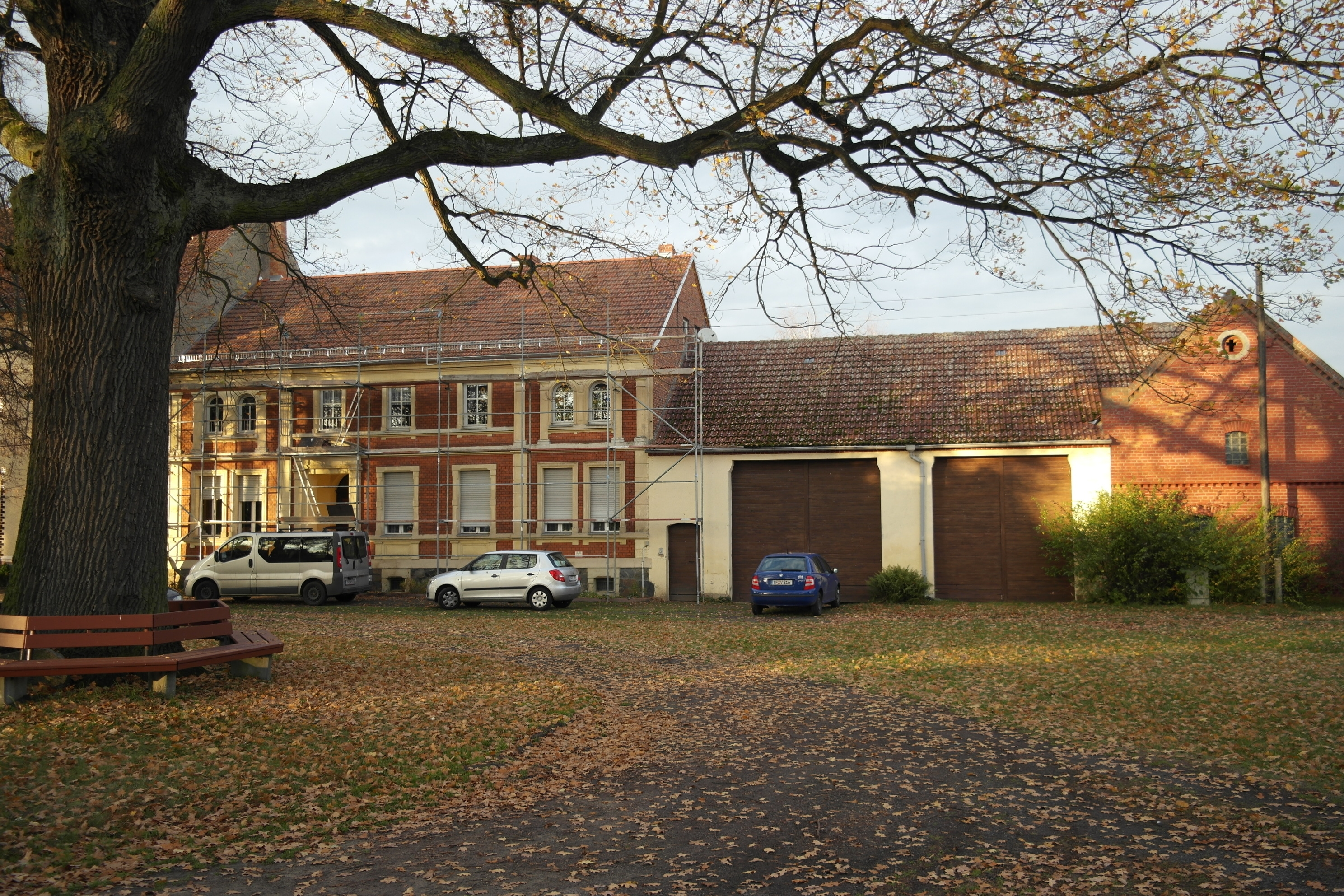
Denkmalgeschütztes Gehöft in Werder

- Werder besitzt einen gut erhaltenen Dorfkern aus dem 19. und 20. Jahrhundert.
- Unter Denkmalschutz stehen die Kirche, der Bahnhof und zwei Gehöfte aus dem 18. Jahrhundert. Die evangelische Kirche entstand im späten 12. Jahrhundert. Im Mittelalter gab es weitere Bauphasen. Im Inneren befindet sich eine Kanzel aus der Zeit Anfang des 18. Jahrhunderts. Weiter gibt es in der Kirche eine gotische Truhe aus dem 13. Jahrhundert.
- Im Nordwesten des Ortes steht der Bahnhof des Ortes[3] an der Königlich Preußischen Militär-Eisenbahn. Er stand zwanzig Jahre leer und wird nach mehreren Jahren intensiver Sanierung seit Sommer 2015 als Ferienwohnung vermietet. Der Standort des Bahnhofes ist so gewählt, dass er auch von den Orten Kloster Zinna, Gut Kaltenhausen und Neuhof zu erreichen ist.
- Heute wird der Ort vom Wegesystem des Flaeming-Skate für Radfahrer und Skater berührt.